# جماهیری عربی خلق سوسیالیستی عظمای لیبی
جماهیری عربی خلق سوسیالیستی عظمای لیبی نام رسمی و شیوه حکومتی لیبی از ۱۹۷۷ تا ۲۰۱۱ بود.
کنگره عمومی خلق در ۲ مارس ۱۹۷۷ به فرمان رهبر لیبی، معمر قذافی، «ایجاد سلطه مردمی» و جماهیری عربی مردمی سوسیالیستی عظمای لیبی را اعلام کرد. نظام «جماهیری» گرچه در فلسفهٔ سیاسی رسمی حکومت قذافی خاص این کشور بود، تحقق بخش نظریه سوم جهانی بود، که قذافی پیشنهاد داده بود تا بر تمام جهان اعمال شود.
قذافی به عنوان «رهبر» حکومت لیبی تعیین شد و در متون دولتی و مطبوعات رسمی از او به عنوان «پیشوای انقلاب کبیر اول سپتامبر جماهیری عربی مردمی سوسیالیستی عظمای لیبی» یا «رهبر برادرانهٔ انقلاب» یاد می‌شد.
دولت لیبی بیان می‌کرد که جماهیری لیبی یک دموکراسی مستقیم بدون هرگونه حزب سیاسی است و توسط مردم خود از طریق شوراهای محلی مردمی و کمونها اداره می‌شود.